# Pablo Lucas Murillo de la Cueva
Pablo María Lucas Murillo de la Cueva (Salamanca, 13 de juliol de 1954) és un jurista espanyol, magistrat del Tribunal Suprem d'Espanya i acadèmic de número de la Reial Acadèmia de Ciències Morals i Polítiques des de 2017.

## Biografia
Es va llicenciar en dret a la Universitat de Deusto i es doctorà en dret a la Universitat de Bolonya el 1978. En 1989 va obtenir la càtedra de Dret Constitucional de la Universitat de Còrdova i posteriorment ha estat professor de dret a la Universitat Autònoma de Madrid, a la Universitat d'Alcalá de Henares, a la UNED i a la Universitat Complutense de Madrid. De 1991 a 1994 fou vocal de la Junta Electoral Central a proposta conjunta dels grups parlamentaris. De 2012 a 2016 ho fou per sorteig. També ha estat subdirector general de Publicacions i Documentació del Centro de Estudios Políticos y Constitucionales.
El novembre de 2001 va ingressar en la carrera judicial pel torn reservat a juristes de reconeguda competència amb almenys 15 anys d'exercici i fou nomenat magistrat de la Sala Tercera del Tribunal Suprem d'Espanya. Des de 2013 forma part de la Sala de Govern del Tribunal Suprem. El 19 de novembre de 2009 fou nomenat pel Consell General del Poder Judicial encarregat d'exercit el control sobre el Centre Nacional d'Intel·ligència, càrrec pel qual fou renovat en novembre de 2014. En 2016 fou nomenat doctor honoris causa per la Universidad Federal do Ceará de Brasil. El 3 de maig de 2016 fou escollit com a membre de la Reial Acadèmia de Ciències Morals i Polítiques. Va ingressar el 23 de maig de 2017 amb el discurs La independencia y el gobierno de los jueces. Un debate constitucional Arxivat 2018-11-03 a Wayback Machine..

## Obres
- Manual de Derecho Político: Vol. I: Introducción y Teoría del Estado amb Pablo Lucas Verdú, Tecnos (3 ed.) . ISBN 978-84-309-2539-1
- El derecho a la autodeterminación informativa: la protección de los datos personales frente al uso de la informática Tecnos, 1991. ISBN 84-309-1937-6
- Informática y protección de datos personales: (estudio sobre la Ley Orgánica 5/1992, de regulación del tratamiento automatizado de los datos de carácter personal) Centro de Estudios Constitucionales, 1993. ISBN 84-259-0940-6